# Anthony (Texas)
Pour les articles homonymes, voir Anthony.
La ville d’Anthony est située dans le comté d’El Paso, à l'extrémité sud-ouest de l’État du Texas, aux États-Unis. Sa population s’élevait à 5 011 habitants lors du recensement de 2010, estimée à 5 655 habitants en 2018.

## Géographie
Anthony est la première ville texane que l’on atteint depuis le Nouveau-Mexique sur l’Interstate 10.

## Histoire
La ville fut édifiée vers 1881 lorsque la ligne de chemin de fer de la compagnie Atchison, Topeka and Santa Fe Railway a atteint ce point.

## Source
- (en) Cet article est partiellement ou en totalité issu de l’article de Wikipédia en anglais intitulé « Anthony, Texas » (voir la liste des auteurs).

1. ↑  (en) Fred Tarpley, 1001 Texas Place Names, University of Texas Press, 5 juillet 2010, 256 p. (ISBN 978-0-292-78693-6, présentation en ligne), p. 11
2. ↑  (en) « Population and Housing Unit Estimates » (consulté le 24 septembre 2019)
3. ↑  (en) « Census of Population and Housing » [archive du 2 mars 2013], Census.gov (consulté le 4 juin 2015)